# Норт-Робінсон (Огайо)
Норт-Робінсон (англ. North Robinson) — селище (англ. village) в США, в окрузі Кроуфорд штату Огайо. Населення — 219 осіб (2020).

## Географія
Норт-Робінсон розташований за координатами 40°47′33″ пн. ш. 82°51′25″ зх. д. / 40.79250° пн. ш. 82.85694° зх. д. (40.792464, -82.856820).  За даними Бюро перепису населення США в 2010 році селище мало площу 0,25 км², уся площа — суходіл.

## Демографія
Згідно з переписом 2010 року, у селищі мешкало 205 осіб у 82 домогосподарствах у складі 64 родин. Густота населення становила 813 особи/км².  Було 90 помешкань (357/км²).
Расовий склад населення:
| - 97,6 % — білих - 0,5 % — азіатів |

До двох чи більше рас належало 2,0 %. Частка іспаномовних становила 2,9 % від усіх жителів.
За віковим діапазоном населення розподілялося таким чином: 24,4 % — особи молодші 18 років, 60,0 % — особи у віці 18—64 років, 15,6 % — особи у віці 65 років та старші. Медіана віку мешканця становила 41,8 року. На 100 осіб жіночої статі у селищі припадало 103,0 чоловіків;  на 100 жінок у віці від 18 років та старших — 106,7 чоловіків також старших 18 років.
Середній дохід на одне домашнє господарство  становив 41 986 доларів США (медіана — 46 250), а середній дохід на одну сім'ю — 45 919 доларів (медіана — 48 672). За межею бідності перебувало 7,5 % осіб, у тому числі 16,7 % дітей у віці до 18 років та 12,7 % осіб у віці 65 років та старших.
Цивільне працевлаштоване населення становило 106 осіб. Основні галузі зайнятості: виробництво — 31,1 %, освіта, охорона здоров'я та соціальна допомога — 24,5 %, транспорт — 16,0 %.